# جورجيو بامبيني
جورجيو بامبيني (بالإيطالية: Giorgio Bambini)‏ مواليد 24 فبراير 1945 في لا سبيتسيا - الوفاة 13 نوفمبر 2015 في لا سبيتسيا، كان ملاكم محترف إيطالي صنّف ضمن فئة الوزن الثقيل. سبق أن شارك في دورة الألعاب الأولمبية الصيفية سنة 1968. حقق الميدالية الذهبية في ألعاب البحر الأبيض المتوسط 1967.

## إحصائيات
خاض خلال مسيرته 15 نزالا، فاز في 15 ولم يتعادل ولم يخسر. فاز بالضربة القاضية في 5 نزالا.

## الميداليات
| الميدالية | المسابقة                        |
| --------- | ------------------------------- |
| برونزية   | الألعاب الأولمبية الصيفية 1968  |
| ذهبية     | ألعاب البحر الأبيض المتوسط 1967 |

## روابط خارجية
- جورجيو بامبيني على موقع بوكس ريك (الإنجليزية) (registration required)
- جورجيو بامبيني على موقع أوليمبيديا (الإنجليزية)
- جورجيو بامبيني على موقع اللجنة الأولمبية الإيطالية (الإيطالية)